# Franz West

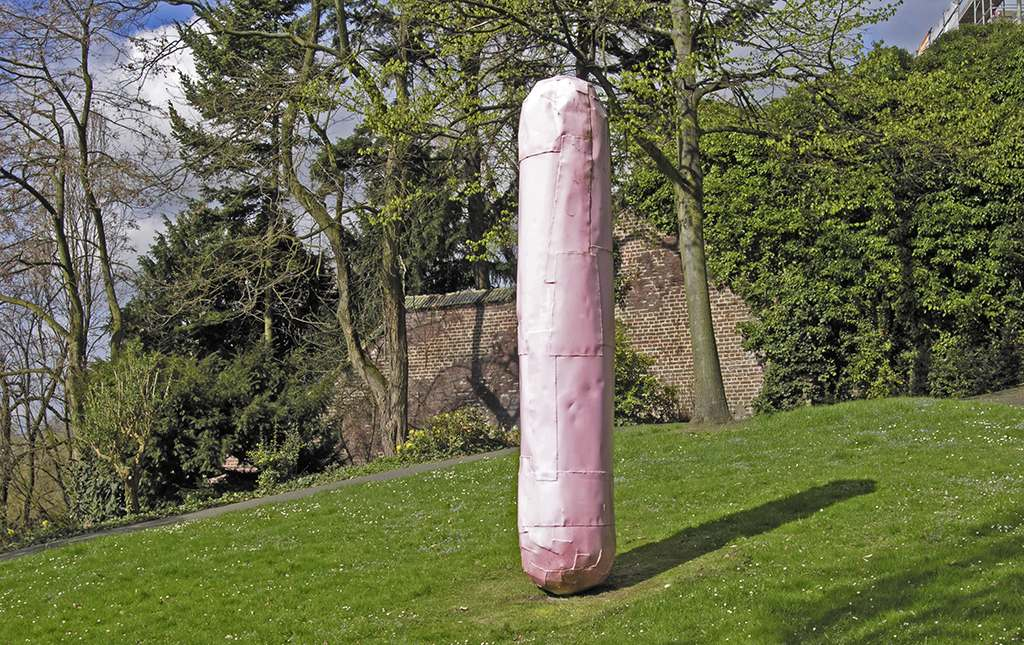
Flause (1998) Obra en aluminio.

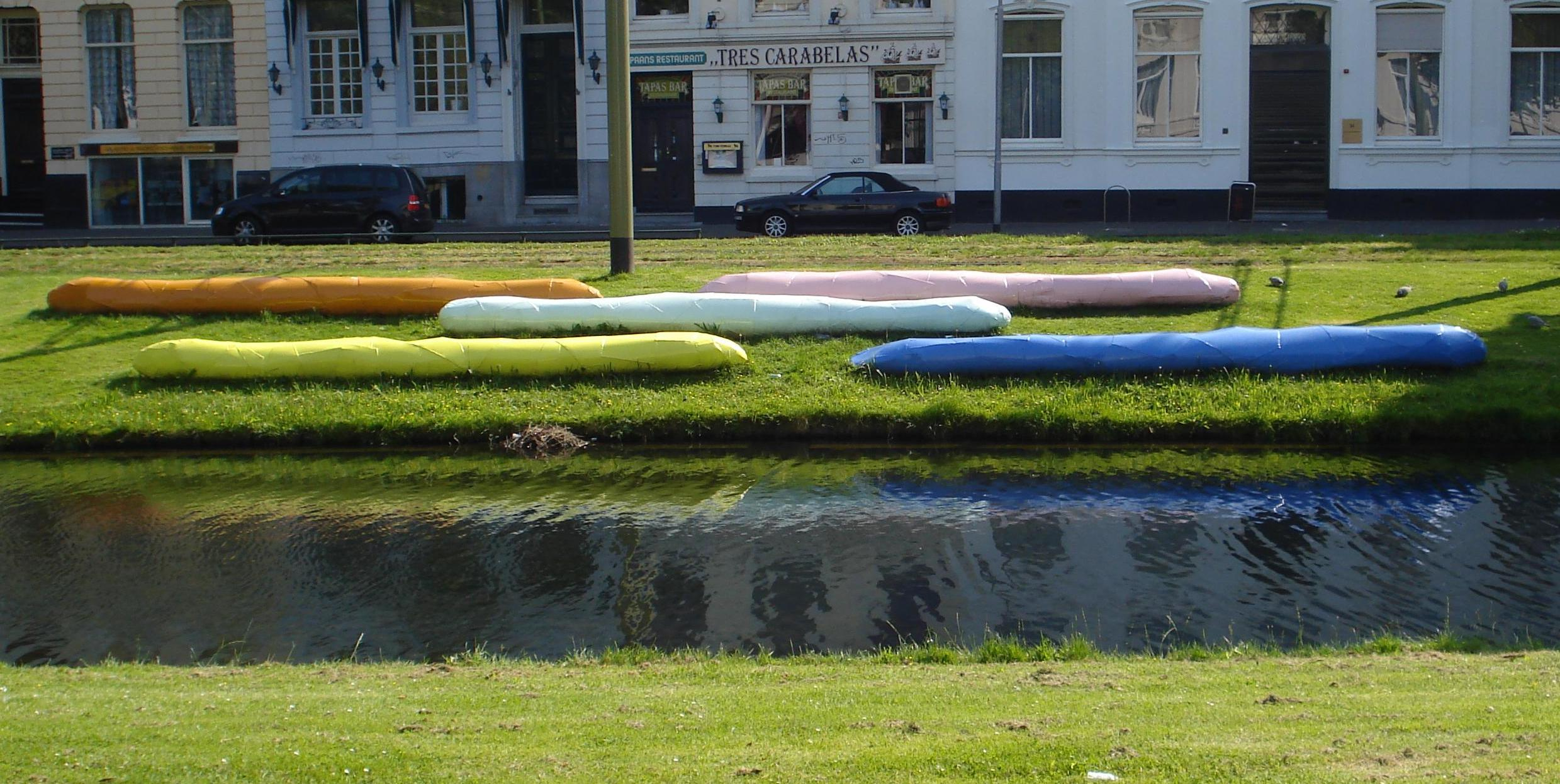
Obra de Franz West en Róterdam.

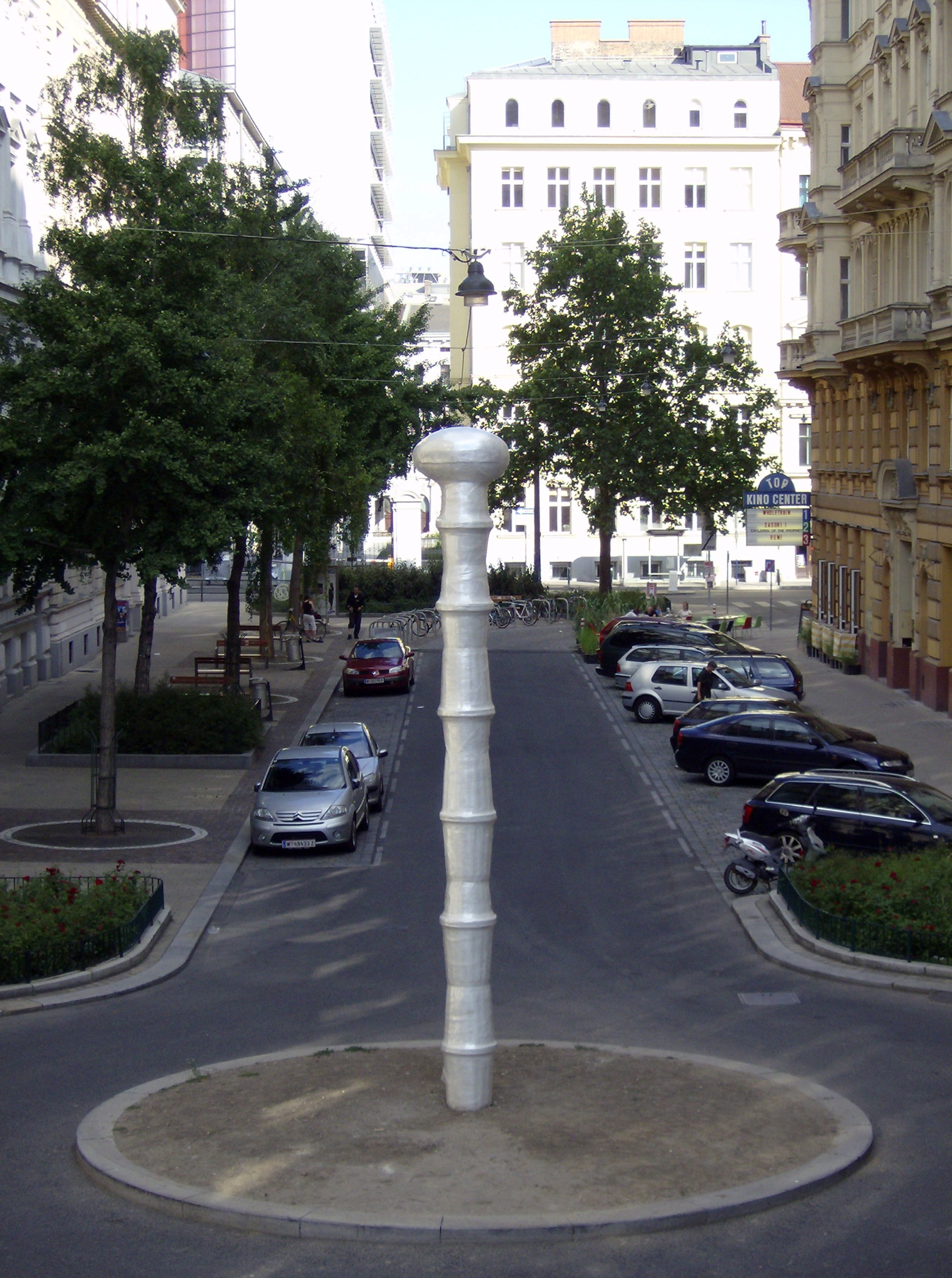
Escultura de West en Viena (Rahlgasse)

Franz West, (Viena, 16 de febrero de 1947 - Viena, 25 de julio de 2012) fue un escultor austriaco que residía en Viena. Estudió en la Academia de Bellas Artes de Viena con Bruno Gironcoli. Estaba casado con la artista de Georgia, Tamuna Sirbiladze. 

## Trabajo
Su arte radical, comenzó alrededor del año 1960 junto al movimiento llamado «Accionismo» vienés con manifestaciones públicas y empezó a realizar sus esculturas y collages. Su obra se ha venido exponiendo en museos y galerías durante más de tres décadas. En los últimos veinte años, tiene una presencia regular en grandes exposiciones como Documenta ( 1992-1997) y la Bienal de Venecia (1988, 1993, 1997, 2003).
El Museo de Arte de Baltimore, con la ayuda del Comisario Superior de Arte Contemporáneo, Darsie Alexander, fue anfitrión de la primera «encuesta global» que se hizo en los Estados Unidos de obras de arte de Franz West, que contenía su más reciente obra de arte diseñada específicamente para este museo de Baltimore , The Ego and the Id. (2008) Que: «consiste en dos configuraciones de rollos, unos lazos de cinta que se elevan a unos 20 metros de altura. Una de ellas es de color rosa brillante y la otra tiene pintados bloques de color verde, amarillo, azul y naranja. Ambos tienen las puntas planas que sobresalen de los extremos inferiores de los lazos.»
Las obras de arte de West están hechas de yeso, cartón piedra, alambre, poliéster, aluminio y otros materiales ordinarios. Comenzó a producir pinturas, pero luego se inició hacia collages, esculturas, esculturas portátiles llamadas Adaptives o Fitting Pieces, ambientes y muebles: «sillas metálicas soldadas y divanes, algunos mínimamente acolchados y tapizados en lino crudo.»

No importa lo que el arte se parece, sino cómo se usa.
Franz West

Alrededor de 1980, West se puso a crear «objetos de yeso, por lo general de tamaño pequeño, para ser colocados sobre la cara, alrededor de la cintura o colgados del cuello. A pesar de que sugieren máscaras y accesorios para la teatro, sus formas son generalmente ambiguas: no importa lo figurativo y los objetos sde West , siguen siendo abstractos.»

## Exposiciones en museos
- 1997 Museum of Modern Art, Nueva York
- 2000 Renaissance Society, Chicago
- 2002 Deichtorhallen, Hamburgo
- 2003 Whitechapel Art Gallery, Londres
- 2004 Galería Juana de Aizpuru, Madrid
- 2005 Gagosian Gallery, Beverly Hills
- 2006 Galerie Gisela Capitain, Colonia
- 2007 Mario Sequeira Gallery, Braga
- 2008 Museum für angewandte Kunst, Viena
- 2009 Fondation Beyeler, Basilia
- 2010 Museum Ludwig, Colonia
- 2011 Kunsthaus Graz, Graz

## Premios
- 1986 Otto Mauer-Preis
- Der Skulpturenpreis 1993 Generali Foundation
- 1998 Wolfgang-Hahn-Preis, Museo Ludwig, Colonia